# Fred Bekky
Fred Bekky, geboortenaam Frederik A. Ph. Beekmans (Hoboken, 18 februari 1944 – 21 februari 2025), was een Belgische zanger, componist en muziekproducent. Hij is vooral bekend als lid van de Belgische rockgroep The Pebbles, die in 1968-1969 een hit scoorden met Seven Horses in the Sky. Fred was ook vast jurylid in het VTM-programma De Soundmixshow. 

## Biografie
Bekky stichtte in de jaren 1960 samen met Bob "Bobbott" Baelemans het rockcollectief The Pebbles, de eerste Vlaamse popgroep die ook over de grens succes oogstte. Vanaf 1966 maakte ook Luc Smets deel uit van de groep.
Toen The Pebbles in 1974 ophielden vormden hij en Bob Baelemans samen met de jonge zangeres Sofie het trio Trinity. Met de disco-single 002.345.709 (That's my number) scoorden zij in 1976 een hit. Trinity stopte in 1978.
Hij heeft daarna vooral gewerkt als producent en songwriter voor Vlaamse en Nederlandse artiesten. Hij schreef veel voor Jo Vally, Garry Hagger en Yasmine en verder ook voor Sofie, Ann Christy, Stella, Silvy Melody, Petra, Danny Fabry en vele anderen. Hij zong ook in het achtergrondkoortje van Emly Starr op het Eurovisiesongfestival in 1981.
Bekky was eveneens jurylid in de Vlaamse versie van De Soundmixshow, die op VTM werd uitgezonden. Vóór The Pebbles was er de lokale rockgroep The Fredstones, die optrad in Hoboken en omstreken en waar Fred Bekky, Bob Baelemans en Luc Smets deel van uitmaakten.
Fred Bekky was sinds begin jaren 80 samen met Leentje Vermeiren, toen zangeres bij Venus.
Hij overleed op 21 februari 2025, drie dagen na zijn 81ste verjaardag. Hij leed al enkele jaren aan alzheimer.